# René Moreau (scientifique)
Pour les articles homonymes, voir René Moreau et Moreau (nom de famille).
René Moreau, né en 1938 à Autun, est un scientifique français, professeur émérite à l'Institut national polytechnique de Grenoble (INPG). Spécialiste de magnétohydrodynamique, il est membre de l'Académie des sciences.

## Biographie
René Moreau est professeur émérite à Grenoble-INP, établissement où il a dirigé l’ENSHMG de 1982 à 1987 et où il a enseigné la mécanique des fluides à tous les niveaux. Ses travaux de recherche ont principalement porté sur la magnétohydrodynamique (MHD) des métaux liquides, notamment la turbulence qui tend à devenir bidimensionnelle en présence d’un champ magnétique assez intense, ainsi que sur diverses applications de la MHD à des procédés métallurgiques. Il a aussi participé à la compréhension des phénomènes d’instabilité dans les liquides isolants soumis à un champ électrique.  Il fut le fondateur du Groupement d’Intérêt Scientifique MADYLAM, pour « MAgnétoDYnamique des Liquides, Applications à la Métallurgie », devenu le groupe EPM (pour Elaboration par Procédés Magnétiques) du Laboratoire Science et Ingénierie des Matériaux et des Procédés (SIMaP). Il est membre de l’Académie des sciences depuis 1993 et membre de l’Académie des technologies depuis 2000. Il est l’auteur de nombreuses publications, d’une monographie « Magnetohydrodynamics » (Springer, 1990) et d’un livre de vulgarisation scientifique « L’air et l’eau » (EDP sciences, 2013). Il fut l’éditeur fondateur de la collection « Fluid Mechanics and Its Applications » chez Springer. Il est maintenant l’un des responsables éditoriaux de l’Encyclopédie de l’environnement, site web en libre accès mis en ligne en octobre 2016.

## Domaines d’activité scientifique
Ses principales contributions concernent la magnétohydrodynamique (MHD) des métaux liquides, spécialité dans laquelle il a dirigé plus de 40 doctorants, dont un assez grand nombre sont maintenant devenus ses collègues, en France ou à l’étranger. Dans ce champ scientifique assez vaste, il a surtout porté son attention à la turbulence MHD, à la convection MHD, aux couches de Hartmann, aux ondes d’Alfven dans les métaux liquides et aux applications à la métallurgie.
À l’université de Grenoble, en 1978 il a fondé le laboratoire MADYLAM (pour : ”MAgnétoDYnamique des Liquides. Applications à la Métallurgie”), dont le nom actuel est EPM (pour “Electromagnetic Processes of Materials”). Il a publié plus de 100 articles dans des revues scientifiques de renom, ainsi qu’un livre (Magnetohydrodynamics, Kluwer Acad. Pub. 1990). Une liste de ses publications les plus récentes est donnée ci-dessous.
Il est à l’origine de la création de l’association internationale “HYDROMAG”, dont il fut le premier Président (1995-2000). Il est l’éditeur scientifique de la série de monographies “Fluid Mechanics and Its Applications” publiées par Springer, et il a été éditeur, ou éditeur associé, de plusieurs revues scientifiques importantes (J. de Mécanique, European J. of Mechanics: B/Fluids, CRAS).

### Ouvrages
- 1989, J. Lielpeteris and R. Moreau, Liquid Metal Magnetohydrodynamics, Kluwer Acad. Pub.
- 1990 R. Moreau ; Magnetohydrodynamics, kluwer Acad. Pub.
- 2007  S. Molokov, R. Moreau and H.K. Moffatt, "Magnetohydrodynamics: Historical Evolution and Trends", Springer, in series Fluid Mechanics and Its Applications (series editor: R. Moreau).
- 2013. R. Moreau, “L’air et l’eau : Alizés, cyclones, gulf stream , tsunamis et tant d’autres curiosités naturelles”, EDP Sciences, collection Grenoble sciences, traduit en anglais, roumain et chinois
- 2016-. Jacques Joyard, René Moreau et Joël Sommeria. Encyclopédie de l’environnement[6].

### Publications
- Moreau R. and Hunt J. C. R., Liquid Metal Magnetohydrodynamics with Strong Magnetic Fields, J. Fluid Mech., vol. 78, p. 261-288, 1976
- Sommeria J. and Moreau R., Why, how and when MHD turbulence becomes two-dimensional, J. Fluid Mech., vol. 118, p. 365-377, 1982
- Moreau R. and Evans J. W., An analysis of the Aluminium Reduction Cells, J. Electrochemical Soc., vol. 131, p. 2251-2259, 1984
- Alboussière Th., Garandet J. P. and Moreau R., Buoyancy-driven convection wityh a uniform magnetic field, Part 1 : Asymptotic analysis (Ha>>1), J. Fluid Mech., vol. 253, p. 545-563, 1993
- Messadek K., Moreau R., An experimental investigation of MHD quasi-2D turbulent shear flows,  J. Fluid Mech., 456, 137-159, 2002
- Pothérat A., Sommeria J., Moreau R., Effective boundary conditions for magnetohydrodynamic flows with thin Hartmann layers, Phys. Fluids, 14, 1, 403-410, 2002
- Pothérat A., Sommeria J. and Moreau R., Numerical simulation of an effective two-dimensional model for flows with a transverse magnetic field, J. Fluid Mech., Vol. 534, p. 115-143, 2005
- Smolentsev S. and Moreau R., One-equation model for quasi-two-dimensional turbulent magnetohydrodynamic flows, Phys. Fluids, 19, 078101, 2007
- Wang X., Moreau R., Fautrelle Y. and Etay J., A periodically reversed flow driven by a modulated traveling magnetic field. Part II : Theoretical model, Metallurgical and Material Transactions B, Volume 40B, p. 104-113, 2009
- Moreau R, Bréchet Y. and Maniguet L., Eurofer corrosion by the flow of the eutectic alloy Pb-Li in the presence of a strong Magnetic field, Fusion Eng. Des. (2010), doi :.10.1016/j.fusengdes. 2010.08.050
- Smolentsev S., Vetcha N., and Moreau R., Study of instabilities and transitions for a family of quasi-two-dimensional magnetohydrodynamic flows based on a parametrical model, Physics of Fluids, 24, 024101, 2012
- Vetcha N., Smolentsev S., Abdou M. and Moreau R., Study of instabilities and quasi-two-dimensional turbulence in volumetrically heated MHD flows in a vertical rectangular duct, Physics of Fluids 25, 024102, 2013
- Wang J. J., Zhang J., Ni M.-J. and Moreau R., Numerical study of single droplet impact onto liquid metal film under a uniform magnetic field, Physics of Fluids, 26, 122107, 2014
- Zhang J., Ni M.-J. and René Moreau, Rising motion of a single bubble through a liquid metal in the presence of a horizontal magnetic field, Physics of Fluids, 28, 032101 ; doi :10.1063/1.4942014, 2016

## Enseignements dispensés
À Grenoble :
- Mécanique des fluides, à divers niveaux, depuis Bac+3 jusqu’au Master (Bac+5)
- Transferts thermiques, niveaux Bac+4 et Master
- Magnétohydrodynamique, niveau Master

Au CISM (Centre international des sciences mécaniques, Udine, Italie) :
- Co-organisateur et enseignant dans deux Écoles d’été internationales soutenues par l’IUTAM sur la Magnétohydrodynamique (MHD) et ses applications,

## Distinctions

### Décorations
- Chevalier de la Légion d'honneur (2005)[11]
- Chevalier de l'ordre national du Mérite (2002)[12]
- Commandeur de l'ordre des Palmes académiques (1999)

### Distinctions et prix
- Prix de thèse de l’université de Grenoble (1968)
- Médaille d'argent du CNRS (1972)
- Prix Boileau de l’Académie des sciences (1979)